# グレイシャーベイ国立公園

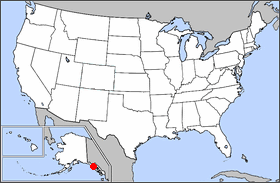
グレイシャーベイ国立公園の位置

グレイシャーベイ国立公園（グレイシャーベイこくりつこうえん、英語: Glacier Bay National Park and Preserve）は、ジュノーの近く、アラスカ州南部にある米国の国立公園である。グレーシャーベイ国立公園とも表記する。1925年2月25日、アラスカ州南東のグレイシャー湾の周辺地域は、最初は国定公園として布告された。1979年にUNESCOの世界遺産の一部となった。1980年12月2日、アラスカ国家利益土地保護法（Alaska National Interest Lands Conservation Act）によって、グレイシャーベイ国立公園となった。1986年、公園はアドミラルティ島と共にUNESCOの生物圏保護区に包含されることになった。公園の面積は、13,287 km²（5,130 平方マイル）である。公園のほとんどは、自然保護地域に指定されており、その面積は公園の10,784 km²（4,164 平方マイル）に及ぶ。

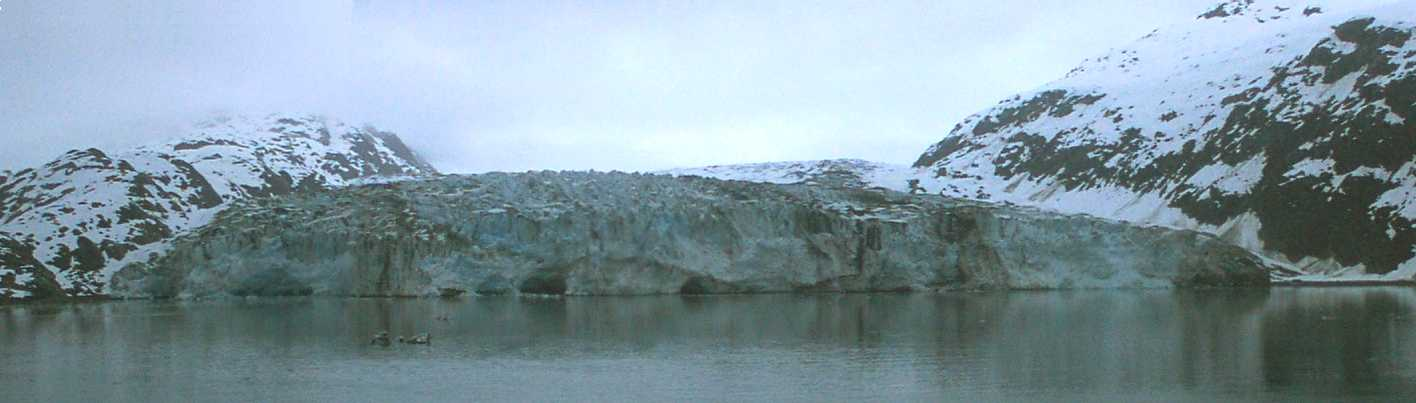
グレイシャーベイ国立公園のウエスタン・アームのランプルー氷河（Lamplugh Glacier）

公園に続く道はない。様々な国立公園局の連絡船又は小さなガスティヴァス（Gustavus）という町行きの飛行機で行くのが最も簡単である。道路がないにもかかわらず、年間の来園者は平均380,000人である（2006年は、413,382人）。
雪をかぶった高山からグレイシャー湾に降りてくる氷河は、世界で最も壮大な氷と氷山が織りなす風景の一つを創造する。湾の最も有名な氷河は、おそらく幅約3 km（2 マイル）、高さ約80 m（265 フィート）のミューア氷河（Muir Glacier）である。グレイシャー湾全域は、1750年まで氷河に覆われていた。
探検家、ジョージ・バンクーバー提督は、1794年、グレイシャー湾の南端で、氷で詰まったアイシー海峡（Icy Strait）を見つけた。グレイシャー湾自体がほとんど氷に覆われていた。1879年、自然主義者ジョン・ミューアは、氷がほとんど湾からなくなり、約77 km（48マイル）の距離を後退していることに気付いた。1916年、グランド・パシフィック氷河（Grand Pacific Glacier）は、タール入り江（Tarr Inlet）の奥、グレイシャー湾の入口から約100 km（65 マイル）まで後退した。これは記録に残されている中で最も早い氷河の後退である。科学者は、氷河活動がどのように気候変動に関係するのかを、氷河の後退から学びたいと考えている。
グレイシャーベイ国立公園には16の潮間氷河がある。12の潮間氷河が活発に割れ、湾内に氷山を流している。
氷河に近い地域には地衣類、コケ植物、ハンノキ属、ヤナギ、ムクロジ属、ポプラなどのパイオニア植物が生えており、少し離れた場所にはアメリカツガ、シトカトウヒの森林がある。クマ、シカ、シロイワヤギ、クジラ、水鳥といった野生動物が生息する。

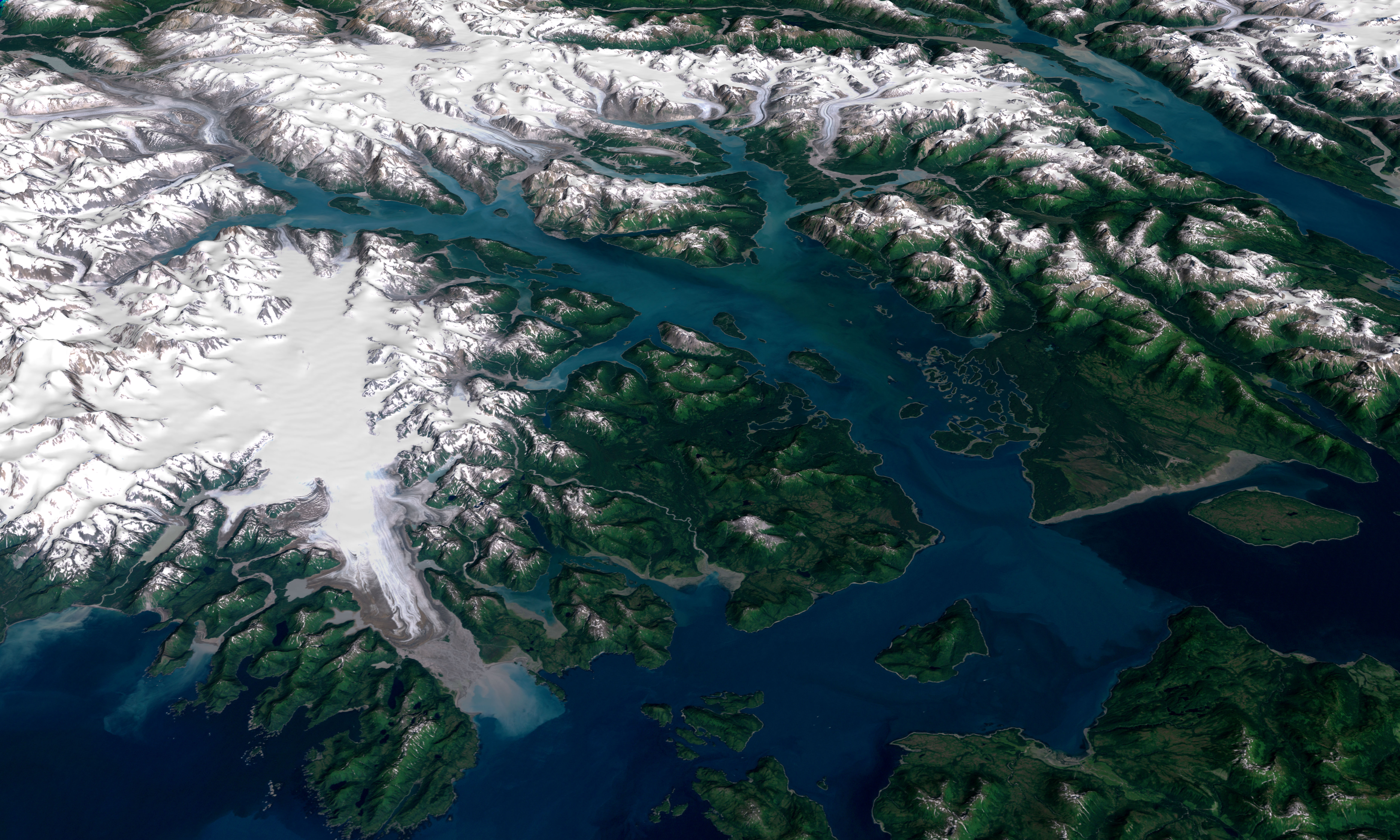
ランドサットの画像データと米国地質調査所の標高データに基づくグレイシャー湾の視覚化

## 世界遺産
クルアーニー国立公園、ランゲル＝セント・イライアス国立公園、グレイシャーベイ国立公園、タッチェンシニー＝アルセク州立公園から成るクルエーン/ランゲル＝セント・イライアス/グレイシャー・ベイ/タッチェンシニー＝アルセクという国境を越えた公園は、ハイイログマ、トナカイ、ドール・シープの生息地としての重要性だけでなく壮大な氷河と氷原の風景の故もあり、1979年にUNESCOの世界遺産に登録された。